# No Quarter
No Quarter è la settima traccia del quinto album dei Led Zeppelin Houses of the Holy, uscito per l'Atlantic Records nel 1973. La canzone è stata composta dal tastierista e bassista John Paul Jones appena prima di partire per Headley Grange per registrare l'album.

## Caratteristiche
La canzone ha due temi fondamentali che alternano: il primo è suonato dal piano elettrico con effetto phaser, il quale ha un suono che fa ricordare l'acqua, dove nella seconda e terza ripresa Plant canta la strofa; il secondo è un riff di chitarra effettata composto da Page sul quale la canzone va a sfumare. Inoltre appena prima della terza ripresa Jones suona un assolo di pianoforte accompagnato dalla chitarra elettrica.
No Quarter compare anche nel film dei Led Zeppelin The Song Remains the Same, dove l'assolo è molto più lungo che nella canzone di studio. La canzone è inoltre presente in Celebration Day.

## Formazione
1. Jimmy Page - chitarre elettriche, theremin
2. Robert Plant - voce
3. John Paul Jones - sintetizzatore, pianoforte e basso elettrico
4. John Bonham - batteria

## Cover della canzone
- 1989: I Love Ethyl (The Song Retains the Name)
- 1993: Crowbar (Crowbar)
- 1993: Moving Targets (Last of the Angels)
- 1994: Page and Plant (No Quarter: Jimmy Page & Robert Plant Unledded)
- 1995: Dread Zeppelin (No Quarter Pounder)
- 1996: Killdozer & Ritual Device ("When the Levee Breaks" CD single)
- 1998: Morgaua Quartet (Destruction: Rock Meets Strings)
- 1999: Great White (Great Zeppelin: A Tribute to Led Zeppelin)
- 2000: Tool (Salival)
- 2000: Violeta De Outono (The Early Years [bonus tracks edition])
- 2000: various artists (Pickin' on Zeppelin: A Tribute)
- 2001: Matt Jorgensen & 451 (The Road Begins Here)
- 2001: Richard DeVinck (Going to California: A Classical Guitarist's Tribute to Led Zeppelin)
- 2001: Mad Zeppelin (The Song Remains on Stage)
- 2002: Grave Digger (The Music Remains the Same: A Tribute to Led Zeppelin)
- 2002: Star One (Space Metal [Japanese bonus tracks edition])
- 2002: Maktub (Khronos)
- 2002: The Section (The String Quartet Tribute to Led Zeppelin)
- 2002: Quidam (The Time Beneath the Sky)
- 2002: Motor Industries (The Electronic Tribute To Led Zeppelin)
- 2003: Lana Lane & Erik Norlander (European Tour 2003)

- 2003: Tyrrell & Supercreep ("Dope Quarter" single)
- 2004: Ayreon ("Day Eleven: Love" CD single)
- 2004: Kasia Kowalska (Gemini)
- 2004: Chris Gavin & Ice-T (Stairway to Rock: (Not Just) a Led Zeppelin Tribute)
- 2004: Jezz Woodroffe (In Through the Swing Door: Swing Cover Versions of Led Zeppelin Classics)
- 2004: Chemystry Set (Live at the Sweatlodge)
- 2004: Classic Rock String Quartet (The Led Zeppelin Chamber Suite: A Classic Rock Tribute to Led Zeppelin)
- 2005: Exhumed (Garbage Daze Re-Regurgitated)
- 2005: Sly and Robbie (The Rhythm Remains the Same: Sly & Robbie Greets Led Zeppelin)
- 2006: The Flaming Lips (At War with the Mystics 5.1)
- 2006: Hookslide (Bump It Up)
- 2006: Nuspirit Helsinki (Rewind! 5)
- 2006: Franck Tortiller & Orchestre National de Jazz (Close to Heaven: A Led Zeppelin Tribute)
- 2006: Michael Armstrong (Rockabye Baby! Lullaby Renditions of Led Zeppelin)
- 2007: Invisigoth (Alcoholocaust)
- 2007: Letz Zep (Letz Zep II: Live in London)
- 2008: Gov't Mule (Holy Haunted House recorded live 2007)
- 2008: Flametal (Master of the Aire Japanese bonus tracks edition)